# R-3 (Montenegro)
De R-3 of Regionalni Put 3 is een regionale weg in Montenegro. De weg loopt van de grens met Bosnië en Herzegovina bij Metaljka via Dajebića Han en Pljevlja naar de grens met Servië bij Čemerno en is 54 kilometer lang. In Bosnië en Herzegovina loopt de weg als R-448 verder naar Goražde en in Servië loopt de weg verder als R114 naar Ustibar.